# Ресенски конгрес на ВМОРО
Ресенският конгрес, известен и като Ресенско съвещание или събрание, поради неорганизирания си характер, е среща на водачи на Българските македоно-одрински революционни комитети, която се провежда на 27 август 1894 година в Ресен.
На конгреса присъстват между 12 и 15 делегати, които започват работа в къщата на Татарчеви по времето, когато се осветява църквата „Св. св. Кирил и Методий“ от владиката Григорий Охридско-преспански. Председател на конгреса е Христо Татарчев, също председател и на Централния комитет. Към участниците се включват Даме Груев - секретар на централния комитет, Пере Тошев, Атанас Лозанчев, Георги Пешков, Григор Попев, Александър Чакъров, Александър Панов, Тодор Станков, Атанас Мурджев, Трайче Дорев, Никола Наумов и други.

В спомените си Христо Татарчев обобщава резултатите от срещата така: 
| „ | Три дена подред в нашата къща се продължиха заседанията. Делегатите дадоха отчет за състоянието на организацията. Тук се определи поведението, което трябваше да държим спрямо Екзархията, общините и др. Реши се организацията да се стреми да прокара за учители във всички училища, общински и екзархийски, по възможност свои хора. Също тъй се реши по същия начин да вземем общините и училищните настоятелства в свои ръце. Всекиму се наложи да работи за засилването на местните комитети, а тъй също и за снабдяването с оръжие. Паричните средства на организацията бяха само от членските вносове. След конгреса Централният комитет усети нужда да се изработи и един вътрешен правилник за ръководство на местните революционни комитети. На Хаджиниколова се възложи да съчини правилника, който от края на същата година биде приет от Централния комитет, все в същия състав на шестимата, в окончателен вид. | “ |